# Lok-Sabha-Wahlkreis Tumkur
Der Lok-Sabha-Wahlkreis Tumkur ist ein Wahlkreis bei den Wahlen zur Lok Sabha, dem Unterhaus des indischen Parlaments. Er liegt im Bundesstaat Karnataka und umfasst den größten Teil des Distrikts Tumakuru.
Bei der letzten Wahl zur Lok Sabha waren 1.518.518 Einwohner wahlberechtigt.

## Letzte Wahl
Die Wahl zur Lok Sabha 2014 hatte folgendes Ergebnis:
| Kandidat               | Partei                | Stimmen |
| ---------------------- | --------------------- | ------- |
| S. P. Muddahanumegowda | INC                   | 39,0 %  |
| G. S. Basavaraj        | BJP                   | 32,3 %  |
| A. Krishnappa          | JD(S)                 | 23,5 %  |
| Sonstige               | Sonstige              | 4,0 %   |
| Keiner der Kandidaten  | Keiner der Kandidaten | 1,2 %   |

## Wahl 2009
Die Wahl zur Lok Sabha 2009 hatte folgendes Ergebnis:
| Kandidat                | Partei   | Stimmen |
| ----------------------- | -------- | ------- |
| G. S. Basavaraj         | BJP      | 36,8 %  |
| S. P. Muddahanumegowda  | JD(S)    | 34,4 %  |
| P. Kodandaramaiah       | INC      | 19,8 %  |
| Gowrishankara Swamigalu | SP       | 3,2 %   |
| Ashok                   | BSP      | 1,7 %   |
| C. S. Niranjana         | Unabh.   | 1,4 %   |
| S. C. Shashibhushan     | Unabh.   | 1,2 %   |
| Sonstige                | Sonstige | 1,5 %   |

## Bisherige Abgeordnete
| Wahl      | Name                   | Partei | Stimmen |
| --------- | ---------------------- | ------ | ------- |
| 1951–1952 | C. R. Basappa          | INC    | 52,2 %  |
| 1957      | M. V. Krishnappa       | INC    | 60,2 %  |
| 1962      | M. V. Krishnappa       | INC    | 47,5 %  |
| 1965*     | Malimariyappa          | INC    | 81,9 %  |
| 1967      | K. Lakkappa            | PSP    | 42,9 %  |
| 1971      | K. Lakkappa            | INC    | 74,5 %  |
| 1977      | K. Lakkappa            | INC    | 57,7 %  |
| 1980      | K. Lakkappa            | INC(I) | 55,5 %  |
| 1984      | G. S. Basavaraj        | INC    | 51,0 %  |
| 1989      | G. S. Basavaraj        | INC    | 55,9 %  |
| 1991      | S. Mallikarjunaiah     | BJP    | 43,3 %  |
| 1996      | C. N. Bhaskarappa      | JD     | 28,6 %  |
| 1998      | S. Mallikarjunaiah     | BJP    | 45,5 %  |
| 1999      | G. S. Basavaraj        | INC    | 41,2 %  |
| 2004      | S. Mallikarjunaiah     | BJP    | 32,5 %  |
| 2009      | G. S. Basavaraj        | BJP    | 36,8 %  |
| 2014      | S. P. Muddahanumegowda | INC    | 39,0 %  |

*) Nachwahl

## Wahlkreisgeschichte
Der Wahlkreis Tumkur besteht seit der ersten Lok-Sabha-Wahl 1951. Bis 1973 gehörte der Wahlkreis zum Bundesstaat Mysore, ehe dieser 1973 in Karnataka umbenannt wurde.